# Cassida panzeri
Cassida panzeri es un insecto coleóptero de la familia Chrysomelidae. Se distribuye por el paleártico (Eurasia) y Japón. Se alimenta de plantas en la familia Asteraceae incluyendo Arctium lappa, Scorzonera humilis, Taraxacum officinale, Tragopogon pratensis y Cirsium (Cirsium arvense y Cirsium vulgare)